# Canarium thorelianum
Canarium thorelianum är en tvåhjärtbladig växtart som beskrevs av André Guillaumin. Canarium thorelianum ingår i släktet Canarium och familjen Burseraceae. Inga underarter finns listade i Catalogue of Life.